# 에너지 위기
에너지 위기 또는 에너지 부족은 경제에 에너지 자원을 공급하는 데 있어 심각한 병목을 의미한다. 문헌에서는 특정 시간과 장소에서 사용되는 에너지원 중 하나, 특히 국가 전력망에 공급되는 에너지원이나 산업 발전의 연료로 사용되는 에너지원을 가리키는 경우가 많다. 인구 증가로 인해 최근 몇 년간 전 세계 에너지 수요가 급증했다. 2000년대에 이러한 새로운 수요는 중동 긴장, 미국 달러 가치 하락, 석유 매장량 감소, 석유 피크에 대한 우려, 유가 투기와 함께 2000년대 에너지 위기를 촉발시켰고, 이로 인해 석유 가격은 최고 수준에 이르렀다. 2008년 배럴당 147.30달러(926달러/m3)로 사상 최고치를 기록했다.
대부분의 에너지 위기는 국지적인 부족, 전쟁, 시장 조작으로 인해 발생했다. 그러나 최근에 나열된 역사적 에너지 위기는 그러한 요인에 의해 발생한 것이 아니다.

## 같이 보기
- 정전 (전기)
- 에너지 절약
- 체화 에너지
- 에너지 산업
- 1970년대 에너지 위기